# Jean Hermann
Jean Hermann (Barr, 31 dicembre 1738 – Strasburgo, 4 ottobre 1800) è stato un medico e naturalista francese.

## Biografia
Figlio di un pastore luterano, ottenne il dottorato in medicina all'università di Strasburgo il 13 maggio 1762 con una tesi intitolata Cardamomi historiam et vindicias. Dopo aver creato, nel 1764, un corso privato di storia naturale, nel 1769  fu nominato professore straordinario di medicina all'École de Santé Publique di Strasburgo, poi nel 1778, professore di filosofia e infine successe a Jacob Reinholf Spielmann (1722-1783) alla cattedra di storia naturale e medicina. Nel 1796 divenne professore di botanica e di medicina alla Nouvelle École de Médecine.
Le sue collezioni e la sua biblioteca, quest'ultima ricca di 20.000 volumi, furono all'origine del museo di storia naturale della città. Hermann ne dirige, inoltre, l'orto botanico.
Si salvò dalla chiusura decretata dall'amministrazione della città durante la Rivoluzione, per merito della sua tenacia che lo porta a dedicargli tutta la sua fortuna.
Suo fratello, Jean-Federico Hermann (1743-1820), fece carriera nella municipalità di Strasburgo. Sindaco dal 1800 al 1805, fu sospeso a causa della sua schiettezza verso il prefetto Henri Shée.
Suo figlio, Jean-Federico Hermann (1768-1793), seguì le orme paterne sia in medicina sia in storia naturale, ma la morte prematura mise termine alle sue ambizioni.

## Opere
Scrisse la sua opera più importante nel 1783 intitolandola: Tabula affinitatum animalium... cum annotationibus ad historiam naturalem animalium augendam facientibus. Observationes zoologicae quibus novae complures, che fu pubblicata postuma nel 1804.
| Herrm. è l'abbreviazione standard utilizzata per le piante descritte da Jean Hermann. Consulta l'elenco delle piante assegnate a questo autore dall'IPNI. |

| Hermann è l'abbreviazione standard utilizzata per le specie animali descritte da Jean Hermann. Categoria:Taxa classificati da Jean Hermann |

## Attività
Membro di numerose società scientifiche, fu in corrispondenza con numerosi naturalisti, fra cui Johann David Schoepff (1752-1800) ed Eugen Johann Christoph Esper (1742-1810).